# Love Is Like a Butterfly
Love Is Like a Butterfly è il quattordicesimo album in studio della cantante statunitense Dolly Parton, pubblicato il 16 settembre 1974 dalla RCA Victor.

## Tracce
1. Love Is Like a Butterfly
2. If I Cross Your Mind (Porter Wagoner)
3. My Eyes Can Only See You
4. Take Me Back
5. Blackie, Kentucky
6. You're the One Who Taught Me How to Swing
7. Gettin' Happy
8. Highway Headin' South (Porter Wagoner)
9. Once Upon a Memory
10. Sacred Memories